# T-Mobile
T-Mobile är en av världens ledande leverantörer av mobila kommunikationer. T-Mobile är en av Deutsche Telekoms tre strategiska verksamhetsgrenar och fokuserar på de mest dynamiska marknaderna i Europa och USA. 
Vid slutet av 2005 betjänades närmare 87 miljoner mobiltelefonikunder av Deutsche Telekom-koncernen. Alla dessa förbindelser baseras på en gemensam GSM-plattform, som är världens mest framgångsrika digitala mobilstandard. Därmed blir också T-Mobile den enda mobiloperatören som erbjuder en tröskelfri transatlantisk tjänst. 
Liksom TeliaSonera är T-Mobile medlem i FreeMove Allianz. FreeMove-alliansen inriktar sig på att utveckla den internationella samtrafiken (roaming) mellan mobiloperatörer och erbjuda konkurrenskraftiga kommunikationslösningar för multinationella företag. Sammantaget omfattar medlemmarna i FreeMove-alliansen nu 26 marknader och når över 230 miljoner kunder i Europa.

## Historia
T-Mobile har sitt ursprung i statliga Deutsche Bundespost som tidigare hade hand om Tysklands telefoni. Deutsche Telekom blev ett självständigt företag och T-Mobile startade i sin tur upp sin verksamhet 1993 under namnet "DeTeMobil Deutsche Telekom Mobilfunk GmbH.

## T-Mobile som Sponsor

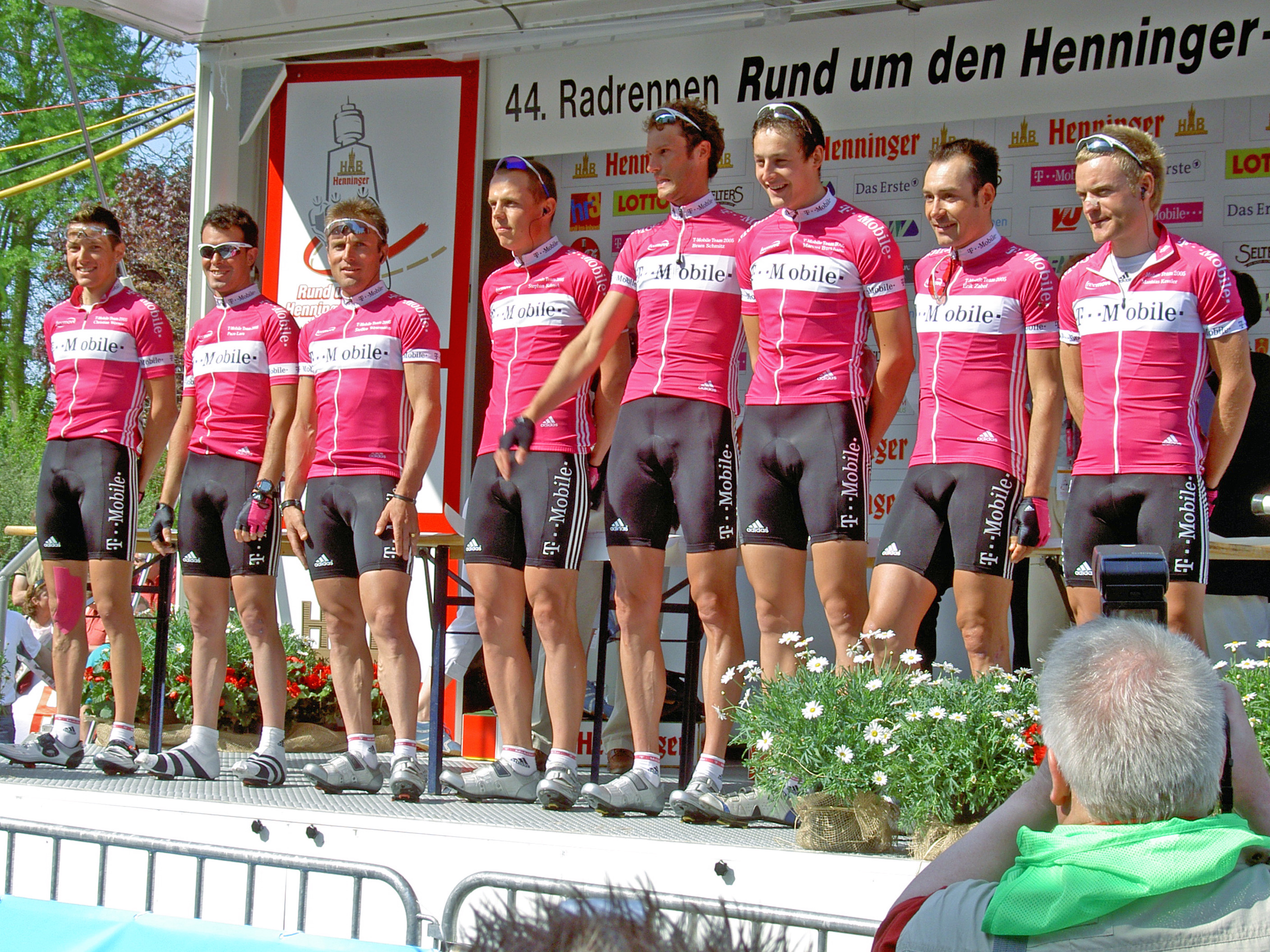
Team T-mobile 2005

T-Mobile har profilerat sig genom egna cykelstallet T-Mobile Team. 